# Daniel Koczon
Daniel Koczon (ur. 1 lutego 1982 w Szczebrzeszynie) – polski piłkarz, napastnik, od 2018 zawodnik Avii Świdnik.
Swoją karierę rozpoczynał w zespole Roztocza Szczebrzeszyn, następnie trafił do Tomasovii Tomaszów Lubelski, a wiosną 2004 roku został piłkarzem Motoru Lublin. Po długim procesie aklimatyzacji i ciężkiej kontuzji, odzyskał skuteczność w sezonie 2006/07, będąc jednym z czołowych strzelców 3 ligi i drugim po Piotrze Prędocie snajperem Motoru. Dzięki swojej postawie miał duży udział w awansie tej drużyny do II ligi, w której znalazł się w czołówce najlepszych strzelców. Po odejściu Prędoty do Piasta Gliwice Koczon został liderem wśród napastników w klubie. W lidze zdobył 13 goli, a latem 2008 roku po wygaśnięciu kontraktu z Motorem dołączył do gliwickiego Piasta, następnie w 2009 przeniósł się do Wisły Płock, gdzie rozegrał dwa sezony. Następnie grał w Motorze Lublin, Stali Rzeszów, Siarce Tarnobrzeg i ponownie Stali Rzeszów. W 2018 został zawodnikiem Avii Świdnik.